# Il gioiello delle sette stelle
Il gioiello delle sette stelle (The Jewel of Seven Stars) è un romanzo avventuroso dell'orrore scritto da Bram Stoker nel 1903 e ripubblicato, con alcuni significativi cambiamenti, nel 1912; l'edizione rivista è quella ancor oggi pubblicata.

## Trama
La vicenda è narrata in prima persona da Malcolm Ross, giovane avvocato londinese, che viene chiamato in aiuto dalla donna di cui è innamorato, Margaret Trelawny; il padre di Margaret, un ricco egittologo, ha infatti subito un misterioso attentato che lo ha lasciato ferito e in un inspiegabile stato comatoso. Malcolm e Margaret, insieme a un medico e a un detective, sorvegliano l'egittologo notte e giorno nella sua casa, che ha l'aspetto di un museo ospitante i più strani e preziosi tesori d'Egitto, tra cui varie mummie. Durante la sorveglianza i protagonisti sono vittime a più riprese dell'atmosfera irreale e intossicante che infesta la casa, sfidando anche le menti più razionali e portando alla convinzione che non ci sia niente di naturale in ciò che accade.
Infatti, l'egittologo Trelawny, risvegliatosi dal coma, confessa di avere spinto la sua ricerca nei pericolosi terreni della magia e della vita eterna. Al gruppo si unisce un altro egittologo, Eugene Corbeck, il quale insieme a Trelawny ha dedicato la vita alla decifrazione dei simboli delle tombe egizie. Seguendo le tracce di un immaginario ricercatore olandese del XVII secolo, i due egittologi hanno cercato di scoprire i segreti legati alla mitica figura della regina Tera, una maga egizia uccisa dai sacerdoti per avere acquisito poteri quasi divini attraverso le sue arti magiche. Trelawny e Corbeck sono riusciti a trovare la mummia e il suo gioiello, un enorme rubino con sette punti luce, che costituisce, insieme a un forziere magico e a lampade speciali, la chiave per condurre il rito di resurrezione della regina Tera.
Durante i preparativi per il rito, Malcolm è tormentato dalla fede oscillante nel Dio unico, messo in discussione dalla possibile esistenza di altre divinità, mentre vive a sprazzi la nascente storia d'amore con Margaret, la quale, però, comincia ad assumere uno strano comportamento, dovuto all'influenza che lo spirito della regina Tera ha su di lei: la ragazza, infatti, era venuta alla luce nel preciso istante in cui suo padre, in Egitto, apriva la tomba di Tera, quasi a simboleggiare una reincarnazione.
Intanto cresce l'entusiasmo dei due egittologi, desiderosi di portare a termine l'esperimento per cui hanno vissuto: la mummia viene liberata dalle bende e il rito viene finalmente celebrato, ma la regina Tera non assume alcuna forma umana.

### I due finali
I finali delle due edizioni presentano delle significative differenze, oggetto di varie interpretazioni.
Nel finale della prima edizione, del 1903, il rito viene interrotto dall'irruzione di una violenta tempesta, e tutti i presenti, tranne Malcolm Ross, perdono la vita. Secondo gli studiosi, la tempesta potrebbe essere stata scatenata da un potere che Stoker lascia di proposito non identificato, oppure potrebbe essere stata la stessa Regina, resuscitata, a far trionfare la potenza della magia antica sulla scienza moderna. Il finale di questa prima edizione costituisce l'unico caso in cui Stoker termina un romanzo con la morte e la distruzione totale, lasciando che le forze eterne del soprannaturale vincano sulla razionalità scientifica.
Nel finale della seconda edizione, del 1912, tutto procede sotto il controllo rigoroso degli esperti; appena le volute di fumo fuoriuscite dal forziere magico si dissolvono, i protagonisti trovano il sarcofago vuoto: la resurrezione di Tera è quindi fallita, ma senza alcun intervento soprannaturale. Il romanzo si conclude con il matrimonio felice di Malcolm e Margaret. In questa seconda edizione è stato inoltre rimosso il capitolo XVI, intitolato "Powers - Old and New", nel quale Malcolm, interrogandosi sull'unicità di Dio che ora gli appare scossa dall'esistenza di poteri plurimi e ancestrali, si interroga anche sull'effettivo valore sia del Cristianesimo che del progresso scientifico, entrambi punti fermi della società benpensante tardovittoriana. Questa revisione, quindi, fa pensare che Stoker, poco prima di morire, abbia reso il suo romanzo più convenzionale e accettabile dalla società dell'epoca.

## Affinità tematiche conDracula
Pur rimanendo oscurato dall'immenso successo di Dracula, The Jewel of Seven Stars presenta varie similitudini tematiche con il capolavoro precedente di Stoker. Innanzitutto, ricorrono i temi portanti dell'invasione e della contaminazione dell'occidentale da parte dell'Altro esotico e sconosciuto, "goticizzato" ma allo stesso tempo oggetto di studio e curiosità irrefrenabile. Corbeck e Trelawny possono essere visti come i Van Helsing delle antichità egizie, esperti in discipline che si contrappongono e insieme vanno di pari passo, come le scienze naturali, umane e psichiche, la filosofia, la teologia e l'occultismo; sia il vampiro che la mummia sono le più affascinanti e pericolose figure leggendarie provenienti da terre lontane, capaci di ridurre i moderni soggetti occidentali a copie della loro originalità: Dracula, bevendone il sangue, crea altri vampiri, mentre Tera intossica e rende incoscienti con i balsami di cui sono intrise le bende della sua mummia, oltre a potersi reincarnare in forma di corpo astrale. Esempi supremi della non-morte e della vita eterna, il vampiro e la mummia simboleggiano quella sfida alla mortalità che l'ambizioso progresso scientifico dell'Occidente ottocentesco brama senza mai raggiungere, ma che tuttavia pretende di poter controllare e distruggere.

## Adattamenti
Dal libro sono stati tratti più o meno liberamente varie opere cinematografiche:
- Exorcismus - Cleo, la dea dell'amore (Blood from the Mummy's Tomb) di Seth Holt e Michael Carreras (1971), con George Coulouris e David Markham.
- Alla 39ª eclisse (The Awakening) di Mike Newell (1980) , con Charlton Heston, Susannah York e Stephanie Zimbalist.
- La tomba (The Tomb) di Fred Olen Ray (1986), con Cameron Mitchell e John Carradine.
- Bram Stoker's Legend of the Mummy di Jeffrey Obrow (1998), con Louis Gossett Jr., Eric Lutes e Amy Locane.